# إدريا ماهيلايا
إدريا ماهيلايا (بالإنجليزية: Adriamahilala)‏ في الأساطير الأفريقية، هي المرأة الأولى في ميثولوجيا مدغشقر. وهي زوجة إيدريام بيهومنانا الرجل الأول. أرسلت إلى القمر حيث صارت تموت لتولد في الشهر التالي.

## الأسطورة
رأت زاناهاري أن أندرياماهيلالا وزوجها إيدريام بيهومنانا كان لهما الكثير من الأطفال وأن أطفالهما لديهم أطفال. كانت هناك حاجة إلى الموت. سأل زناهاري عن نوع الموت الذي يريدونه. اختار إيدريام بيهومنانا أن يموت مثل نبات الموز، إذ عند موتها تطلق براعم جديدة. واختارت أندرياماهيلالا أن تموت مثل القمر، الذي يموت ويولد من جديد كل شهر.